# بیماری کوشینگ
بیماری کوشینگ (انگلیسی: Cushing's disease) که با نام بیماری ایتسنکو-کوشینگ نیز شناخته می‌شود، از علل سندرم کوشینگ است و از ویژگی‌های آن افزایش ترشح هورمون آدرنوکورتیکو (ACTH) از هیپوفیز قدامی است. این امر اغلب به عنوان پیامدی از یک آدنوم در هیپوفیز است. آدنوم هیپوفیز مسئول ۷۰ درصد از سندرم کوشینگ آندوژن است، هنگامی که به جز سندرم کوشینگ ایجاد شده از تجویز خارجی کورتیکواستروئیدها است، که علت عمده‌ای از سندرم کوشینگ است.